# Карл I (Вюртемберг)
Карл Фридрих Александър фон Вюртемберг (на немски: Karl Friedrich Alexander von Württemberg; * 6 март 1823, Щутгарт; † 6 октомври 1891, Щутгарт) е като Карл I третият крал на Кралство Вюртемберг (1864 – 1891).

## Биография
Той е единственият син на крал Вилхелм I фон Вюртемберг (1781 – 1864) и третата му съпруга, неговата братовчедка принцеса Паулина от Вюртемберг (1800 – 1873), дъщеря на принц Лудвиг фон Вюртемберг (1756 – 1817) и принцеса Хенриета фон Насау-Вайлбург (1780 – 1857).
Карл фон Вюртемберг се сгодява на 18 януари 1846 г. в Палермо и се жени на 13 юли 1846 г. в дворец Петерхоф при Санкт Петербург за 23-годишната руска велика княгиня Олга Николаевна Романова (* 11 септември 1822, Санкт Петербург, † 30 октомври 1892, Фридрихсхафен), дъщеря на император Николай I и императрица Александра Фьодоровна. Двамата пристигат във Вюртемберг на 23 септември същата година. През повечето време те живеят главно във Вила Берг в Щутгарт и в замъка Хофен във Фридрихсхафен.
На 25 юни 1864 г. баща му Вилхелм I умира и Карл заема трона като крал Карл I Вюртембергски. Той е коронован на 12 юли 1864 г.
Двойката няма деца поради хомосексуалността на Карл. През 1863 г. Олга и Карл осиновяват племенницата на Олга, великата княгиня Вера Константиновна (1854 – 1912), дъщеря на брата на Олга, Великия княз Константин Николаевич и Александра Йосифовна.
Карл умира на 6 октомври 1891 г. на 68 години в Щутгарт.
- Крал Карл фон Вюртемберг, ок. 1861
- Крал Карл фон Вюртемберг
- Кралица Олга Вюртембергска

## Хералдика
- Монограм
- Герб, 1817 г.
- Монограм (вариант)

## Роман
- Jürgen Honeck: Der Liebhaber des Königs. Skandal am württembergischen Hof, Stieglitz, Mühlacker und Irdning/Steiermark 2012, ISBN 978-3-7987-0408-4.